# Jordi Doncos i Ramos
Jordi Doncos i Ramos (Barcelona, 1935 — Barcelona, 28 de febrer 1998) fou un compositor i director musical català.
Estudià al Conservatori Superior de Música de Barcelona i aconseguí certa notorietat com a compositor de bandes sonores i director musical de sèries de televisió, ràdio i sintonies. Compositor de la primera sintonia original de TV3, fou utilitzada per la cadena de televisió entre 1983 i 1993. Va compondre moltes sintonies com la del programa Vostè jutja, la sèrie Soc com soc i les sèries animades Els bobobobs, Massagran i Història de Catalunya, gravada a l'estudi Albert Moraleda, amb qui va fer diverses col·laboracions.
També treballà en la composició de bandes sonores per al cinema, i des de l'any 1991 fou el responsable de les adaptacions de les cançons de les pel·lícules de Disney com The Lion King (en castellà) i Hèrcules (en català). En aquest sentit, es va ocupar de la direcció musical d'El geperut de Notre-Dame, la primera estrena de  Disney en català, on a més va cantar la cançó «Un noi com tu».
En teatre, fou director musical del Teatre Arnau entre 1982 i 1992 i també dirigí i participà en diversos espectacles musicals, la majoria d'Àngels Gonyalons i Ricard Reguant, destacant-ne, entre d'altres, Mar i cel (1987), Germans de Sang (1994), Assassins (1996).